# Gay-for-Pay

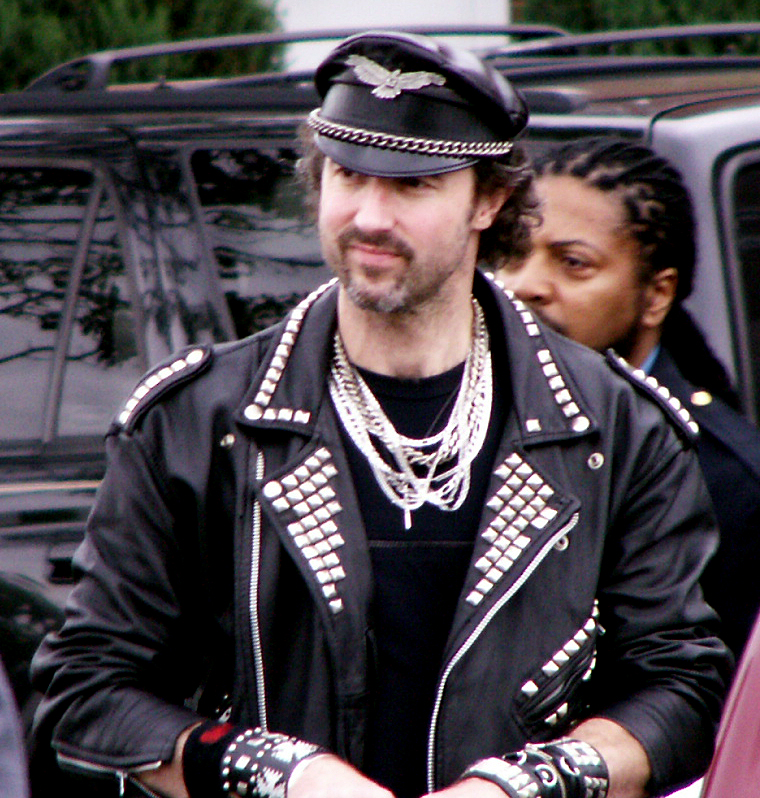
Artistas como o Village People (Eric Anzalone na foto) apresentam o estereotipo de personagens gays.

Gay-for-pay ou gay-por-dinheiro é um termo que descreve atores ou atrizes, estrelas pornográficas, ou profissionais de sexo, que se  identificam como heterossexuais, mas são pagos para ter relações homossexuais por motivos profissionais. O estigma de ser homossexual, lésbica ou gay, ou bissexual (ou rotulado como tal) tem sido combatido desde a Rebelião de Stonewall e com a luta dos direitos civis  das pessoas lésbicas, gays e bissexuais, em 1969. Nos anos noventa, mais atores e atrizes se sentiram livres para interpretar relacionamentos e pessoas homossexuais, ou pessoas bissexuais, sem ter medo de prejudicar suas carreiras.

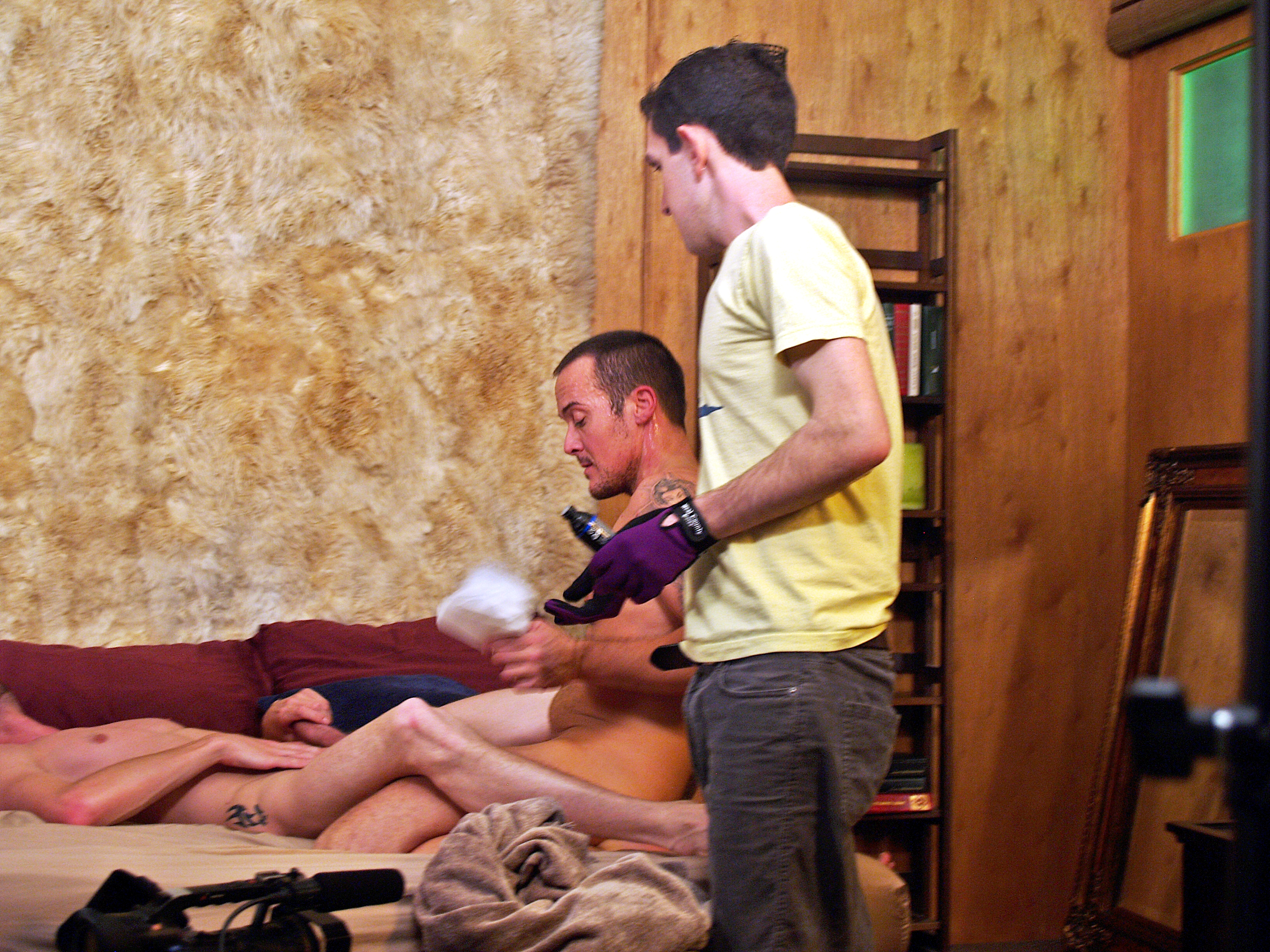
Jake Starr (sentado) e Erik Grant (deitado) filmando para Lucas Entertainment

Na indústria pornográfica, que sua tanto atores amadores como profissionais, o termo gay-for-pay refere-se a atores que se rotulam como heterossexuais que tem relações sexuais homossexuais por dinheiro. Alguns atores e atrizes, que são homossexuais, lésbicas ou gays, ou bissexuais gostam de se rotular como heterossexuais para criar a fantasia do “intocável”, pois heterossexuais (ou homo ou bissexuais recém assumidos) tendem a não ter tido relações sexuais homossexuais; e como na maioria das fantasias homossexuais, o "novo, mais forte, e estranho são os mais desejados”. "

## Pornografia

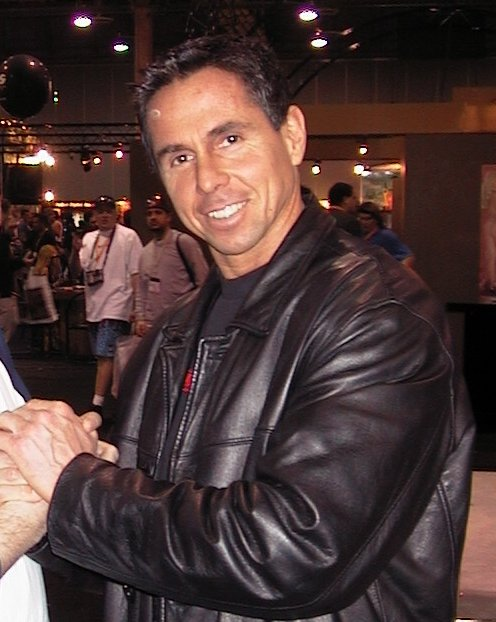
Peter North, atuou em filmes gays antes de aparecer em filmes héteros

Nos filmes pornográficos gays, atores que se identificam como heterossexuais, mas que realizam cenas de sexo homossexual explicito (ex., Dean Coxx, Clay Maverick, Mike Branson, Marcus Mojo, Wolf Hudson, Chris Rockway, Jason Adonis, Christian, Aaron James, Peter North, Zeb Atlas, Leo Giamani, Billy Herrington, Ricky Sinz, Derek Atlas, Reese Rideout, Vadim Black, Collin Simpson, Brady Jensen) não enfrentam os mesmos estigmas dos atores do grande público. Tais atores geralmente se apresentam no papel ativo, mas isso nem sempre ocorre, como nos filmes de Kristen Bjorn e da Bel Ami (produtora).  Kurt Wild, que apareceu como passivo no filme “Gigolôs” da Lucas Entertainment é casado e tem três filhos. Existem diversos filmes e vídeos sendo produzidos na indústria onde um heterossexual é seduzido por uma pessoa dos mesmo sexo ou gênero.
Pessoas envolvidas na indústria adulta afirmam que atores de filmes gays que se identificam como héteros não o são verdadeiramente. Como alguns homo e bissexuais consideram heterossexuais como objetos de fantasia, algumas produtoras costumam publicitar que seus atores são heterossexuais para difundir o fetiche e aumentar as vendas. Entrementes, muitos atores e atrizes homossexuais, lésbicas ou gays, ou bissexuais preferem identificar-se como heterossexuais por razões pessoais ou profissionais.
Alguns atores heterossexuais começaram a atuar em filmes homossexuais após serem acusados de serem homo ou bissexuais, enquanto que determinadores atores começaram realizando cenas solos, como Zeb Atlas e Mark Dalton. O pagamento mais alto considerando uma escala de comparação, é dada ao ator heterossexual que atua apenas como ativo. Muitas vezes, o salário é maior para um ator mais visto como ativo que atua no outro lado pela primeira vez, sendo isso e uma estréia no ramo eventos notáveis para publicidade.

### Motivação
A maioria dos atores pornográficos recebem muito menos que as atrizes pornográficas. Por outro lado, homens são mais bem pagos nos filmes gays, em média, que nos filmes héteros. Há também mais oportunidades para se tornar uma "estrela" do pornô gay do que na pornografia heterossexual, onde o foco fica nas mulheres. Como uma resposta às críticas da comunidade LGBT, alguns desses atores (talvez com a orientação de seus publicistas), às vezes, afirmam que eles são, na verdade bissexuais, embora sejam de fato apenas "gays" por  dinheiro.
Alguns atores pornográficos gays supostamente acreditam que alguns dos atores heterossexuais são na verdade “dentro do armário” ou bissexuais e usando sua atuação no pornô gay como um passo para explorar a sua orientação sexual.

## Profissionais do Sexo

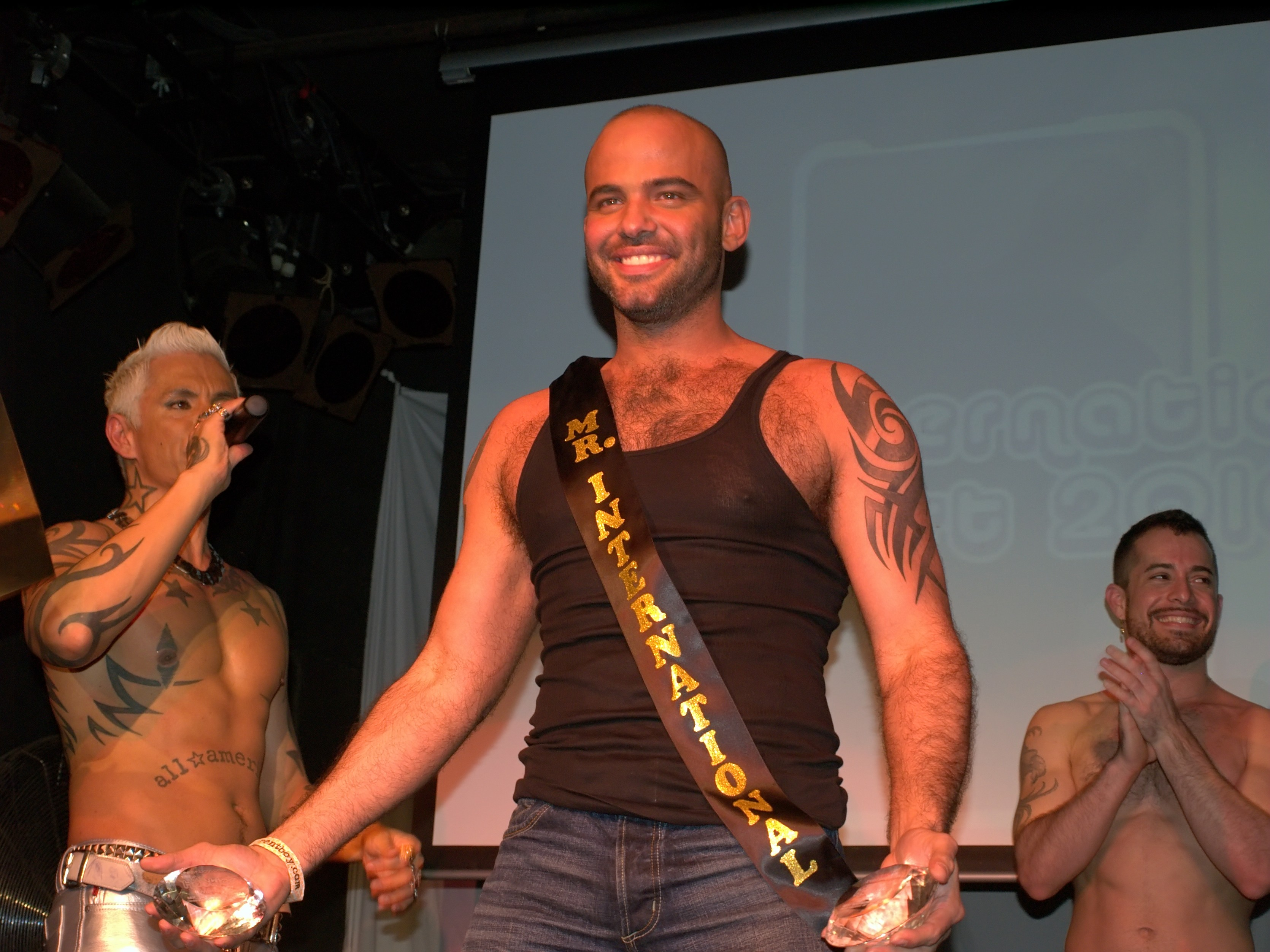
Gio, na premiação para Garotos de Programa em Nova Iorque

Na indústria do trabalho sexual, o termo também pode ser aplicado a pessoas heterossexuais (incluindo os garotos de programa) que têm contato ou relação sexual homossexual. Embora o contato sexual esteja muitas vezes envolvido, cenas de sexo ou cenas solo (como se masturbar até ejacular) ou até mesmo um BDSM são usados para estimular o cliente. Excitação sexual sem o contato sexual direto também pode ocorrer em certos nichos, como nas exibições de musuculação. Assim como na industria gay, ter uma identidade gay não é necessária fazer em cima de homens gays ou de outros consumidores.

## Go-go dancers

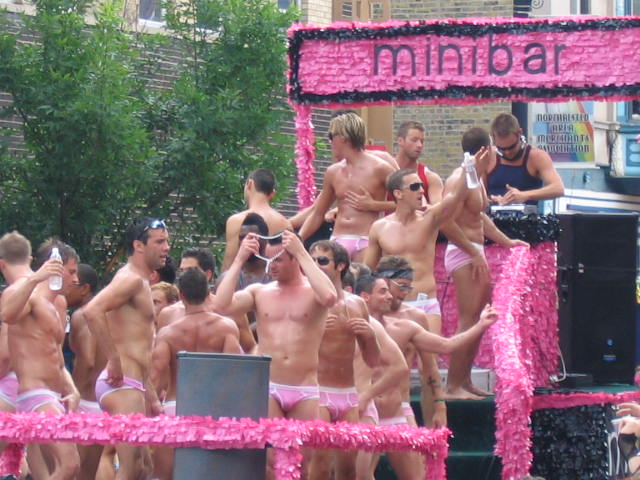
Go-Go Boys na Parada Gay de Chicago em 2008

O Go-go dancing originou-se nos anos sessenta e foram apropriados por estabelecimentos burlescos e de strip-tease, que se tornaram "go-go bars", mas a maioria dos clubes gays possuíam go-go dancers (chamados de go-go boys) entre 1965–1968.  Depois disso, poucos clubes gays tinham dançarinos até 1988, onde o go-go dancing voltou a moda e dura até hoje. "Go-go dancers" que se apresentam em clubes noturnos, especialmente festas ou raves dançam com trajes reluzentes, com bastões de fogo ou com uma cobra, que também pode ser chamado de performance art dancers ou box dancers. Grandes circuitos de festas e alguns clubes gays permitem que go-go boys bonitos e atraentes se deixem tocar e esfregar tanto por homens como mulheres. Isso é muito comum em Sunee Plaza, uma área de roteiros gays em Pattaya. Alguns criticam essa pratica de empregar dançarinos héteros enquanto go-go dancers gays estão disponíveis.